# Всемирная эсперанто-ассоциация

Страны, в которых UEA представлено местной организацией эсперантистов (Landaj Asocioj de UEA). По состоянию на 2008 год

Всеми́рная эспера́нто-ассоциа́ция (эсп. Universala Esperanto-Asocio; UEA) — крупнейшая международная организация эсперантистов, созданная на принципах нейтрализма. Нынешним президентом является канадский профессор Марк Феттес. В 2008 году в UEA состояли жители 121 страны. Штаб-квартира UEA расположена в Роттердаме (Нидерланды). Также у организации имеется офис в здании ООН в Нью-Йорке.

## Структура и организация филиалов
Согласно уставу эсперанто-организация имеет два вида членства:
- Напрямую вступить в ассоциацию может отдельный участник; для этого необходимо внести определённую плату в штаб-квартире в Роттердаме или же генеральному представителю в своей стране. Такие участники получают ежегодник, и им оказывается определённый вид услуг от UEA.
- Asociaj membroj — это те члены организации, которые уже присоединились к UEA. Такие участники занимаются работой соответствующих организаций.

Высший орган UEA — комитет, куда участники komitatanoj избираются тремя разными способами:
- Организация выдвигает одного кандидата на каждую тысячу международных участников, но только одного. Большинство международных организаций имеют только лишь одного руководителя.
- Из 1000 кандидатов отдельный член организации может выбрать только одного, который вступит в комитет.
- Две предыдущие группы избирают больше кандидатов, почти одну треть из их общего количества.

Комитет (Komitato) избирает правление Estraro. Estraro назначает генерального директора, а иногда замдиректора. Генеральный директор и его администрация находятся в главном офисе UEA, Oficejo de UEA в Роттердаме.
Отдельный участник может стать delegito — делегатом. Это означает, что он может работать местным контактным лицом для эсперанто и для членов UEA в определённом городе. Глава делегации ĉefdelegito так же устанавливается главным офисом UEA, но с задачей взимать членскую плату в данной стране.

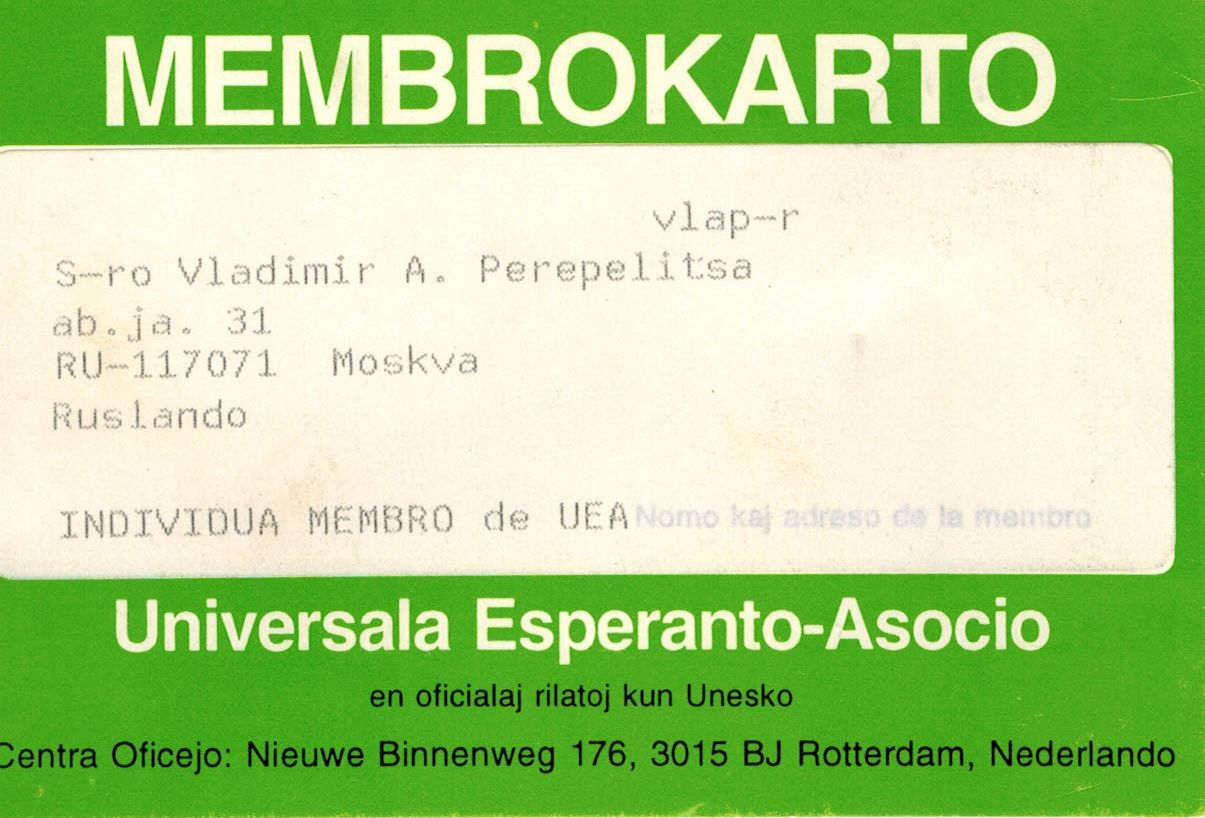
Членская карта UEA на 2000 год
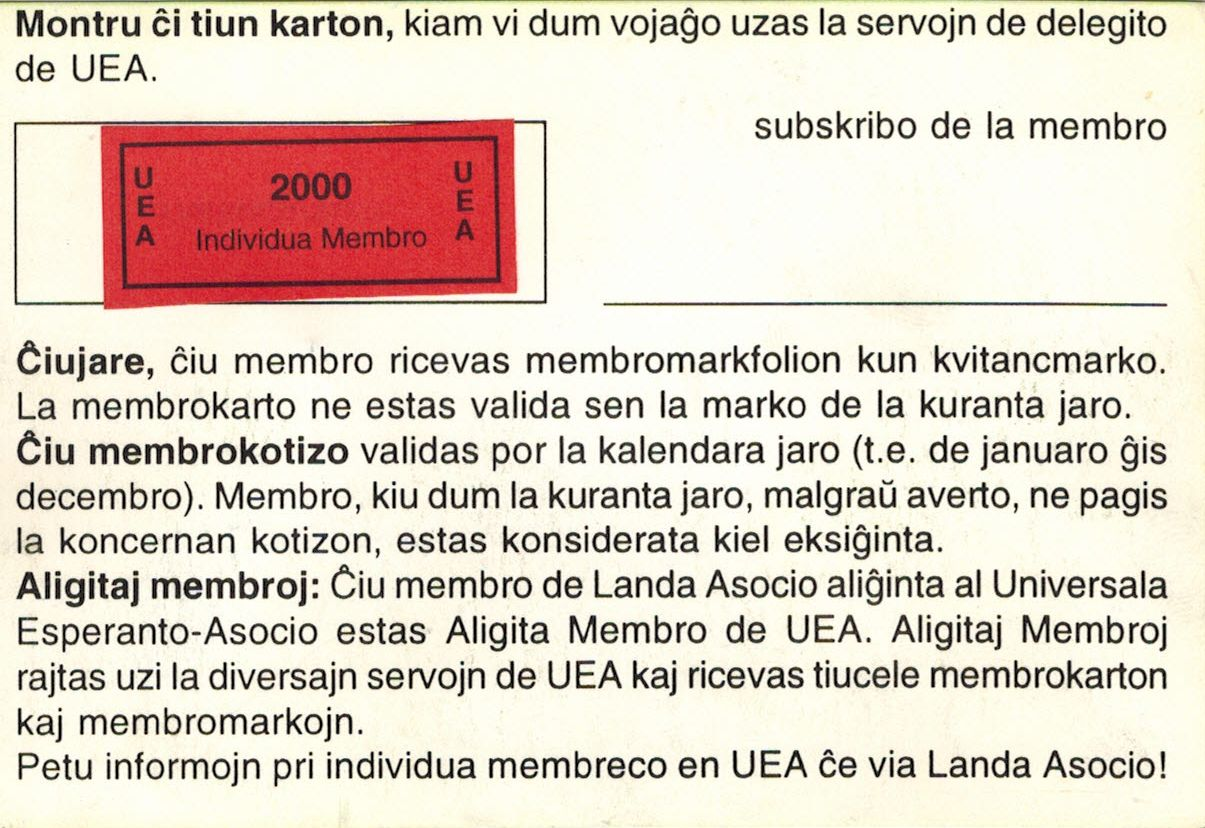
Членская карта UEA на 2000 год

### Цели и задачи
UEA работает не только для распространения эсперанто, но и для развития дискуссии о всемирной языковой проблеме, а также призывает обратить внимание на необходимость равенства языков. Её Устав содержит следующие четыре цели:
- распространять использование международного языка эсперанто;
- действовать для решения языковой проблемы в международных отношениях и облегчения международных контактов;
- облегчить любые духовные и материальные взаимоотношения между людьми, несмотря на разные нации, расы, пол, религии, политику или языки;
- развивать среди своих членов сильное чувство солидарности, понимание и уважение к другим народам.

Особой заботой UEA является развитие эсперанто в странах и регионах мира, где ещё не существует самостоятельного эсперанто-движения, установление контактов активных эсперантистов из этих стран со всемирным эсперанто-движением. Кроме того, UEA уже долгое время представляет эсперанто-движение в международных организациях, таких как ООН, ЮНЕСКО, Совет Европы и др.
UEA представляет собой крупное издательство, основной распространитель эсперанто-книг по почте, постоянно действующий секретариат и информационный центр. UEA обладает большой библиотекой, а сеть её активистов является самой большой и интернациональной во всем эсперанто-движении. UEA ежегодно проводит Всемирный конгресс эсперантистов (эсп. Universala Kongreso).

### Молодёжный сектор
Всемирная молодёжная организация эсперантистов (TEJO) является частью UEA. Подобно Мировому конгрессу, TEJO организовывает каждый год Международный молодёжный конгресс эсперанто (Internacia Junulara Kongreso) в различных местах. IJK длится неделю, в это время проходят концерты, представления, экскурсии. Сотни молодых людей со всего мира посещают данные мероприятия.
Молодёжный сектор так же имеет комитет, как международный, так и отдельные филиалы в других странах, так же как и сам UEA. Волонтеры молодёжной организации работают в главном офисе в Роттердаме.

## История

### Годы основания эсперанто-движения, 1888—1914
Современный UEA — результат длительного процесса в течение десятилетия найти способы продвижения эсперанто, как надлежащей организации. Первые ассоциации эсперанто были местными клубами, первый из которых был учрежден в Нюрнберге, Германия, в 1888. С 1898 национальные ассоциации были обнаружены в нескольких странах, после Германии такой страной стала Франция. В 1903 обнаружилась швейцарская ассоциация, в 1904 британская, в 1906 немецкая и шведская и т. д.
Основателю эсперанто, Л. Л, Заменгофу, было жаль, что не возникала международная ассоциация, но первый всемирный конгресс эсперантистов в 1905 году создал только общий манифест о сущности (и нейтралитете) движения. Члены конгресса передали знания и традиции следующим организаторам конгресса, который должен был состояться через год. В конечном счете это создало Konstanta Kongresa Komitato (постоянный комитет конгресса).
Эсперантисты согласились, что движение должно поддерживать такие общие международные задачи, как заключение международных договоров, пропаганда эсперанто-движения в странах где его нет, лоббизм в международных организациях, создание мировых конгрессов и т. д. У эсперантистов не совпадали мнения по поводу того, на какую организацию ляжет ответственность за эти задачи, как должны собираться деньги и как правильно они должны тратиться.
В 1906 году французский генерал Ипполит Себер создал свои центры Esperantista Centra Oficejo (Центральный офис эсперантистов) в Париже. Эти офисы собирали информацию о движении и публиковало в официальной газете (Oficiala Gazeto). Несмотря на это «официальное» название, офис был частным предприятием Себера, однако он пытался достигнуть поддержки со стороны национальных ассоциаций.
Год спустя на Женевском всемирном конгрессе Заменгоф создал Lingva Komitato (Языковой комитет, на чьей основе была создана Академии эсперанто). Комитет состоял из нескольких выдающихся спикеров из разных стран, так же он должен был сохранять развитие языка — эсперанто. Члены этого комитета были выбраны самостоятельным решением без проведения дополнительных выборов.
В 1908 году группа молодых людей, говорящих на эсперанто, во главе с Хектором Ходлером основала международную ассоциацию, которая основывалась на индивидуальном, прямом членстве — Universala Esperanto-Asocio, расположенная в Женеве. Согласно Ходлеру и его последователям, международное течение такое, как эсперанто, должно быть поддержано унитарной, действительно международной ассоциацией. Участники UEA должны выдвигать организацию на национальный и региональный уровни.
Национальные объединения увидели в UEA угрозу, нежелательную конкуренцию. Они опасались разделения движения между традиционными группами с одной стороны и членов UEA с другой. Кроме того пропаганда и уроки были задачами национальных ассоциаций (часто федераций национальных групп). Им не нравилась перспектива, что новые эсперантисты, созданные традиционными группами, будут приняты в UEA.
Таким образом, национальные ассоциации пробовали сами создать международный организационный уровень. Первой попыткой была rajtigitaj delegitoj («уполномоченные делегаты», чтобы не было путаницы с UEA delegitoj) на конгрессах в 1911 и 1912; Internacia Unuiĝo de Esperantistaj Societoj (международный союз общества эсперантистов, 1913/1914) стал второй попыткой. Эта последовательность в развитии прекратилась в 1914 году из-за неожиданного начала Первой Мировой войны, которая вынудила движение, в целом, приостановить многие свои действия.